# 敦化駅
敦化駅（とんかえき、中国語: 敦化站、朝鮮語: 돈화역）とは、中華人民共和国吉林省延辺朝鮮族自治州敦化市に位置する吉琿旅客専用線の駅である。在来線も高速鉄道の直ぐ隣に駅舎がある。

## 歴史
- 2015年 - 開業。

## 隣の駅
中華人民共和国鉄道部
吉琿旅客専用線
蛟河西駅 - 敦化 - 安図西駅

## ギャラリー
- 敦化駅のプラットフォームから駅舎側面を見る
- 敦化駅のプラットフォーム
- 敦化駅と敦化客運バスターミナル
- プラットフォームから1Fに降りて駅舎出口方面を見る